# Das Urteil (Lied)
Das Urteil ist ein Hip-Hop-Song des deutschen Rappers Kool Savas aus dem Jahr 2005 und Kernstück eines der bedeutendsten Battles der deutschen Hip-Hop-Geschichte. Kool Savas reagierte mit diesem Lied auf Die Abrechnung von Eko Fresh. Es folgten weitere Antworttracks von Anarchist Academy, Cappuccino und Reen sowie Eko Fresh selbst. Das Hip-Hop-Magazin Juice kürte Das Urteil im November 2011 zum zweitbesten Kool-Savas-Song aller Zeiten.

## Hintergrund
Kool Savas war 2000 von Eko Fresh anlässlich dessen 17. Geburtstags in Mönchengladbach für 1.500 DM gebucht worden und hat sich nach Darstellung Ekos dabei von dessen Raps beeindruckt gezeigt. Nachdem Savas ihm anschließend zunächst die in seinem Umfeld tätige Produzentin Melbeatz für die Aufnahme von Eko Freshs 2001 bei Royal Bunker erschienener Debüt-EP Jetzt kommen wir auf die Sachen vermittelte, unterschrieb Eko 2002 als Künstler und Backup-MC für Savas bei dessen Plattenlabel Optik Records. Nach mehreren gemeinsamen Veröffentlichungen verließ Eko Fresh jedoch im Anschluss an die Veröffentlichung seiner Single König von Deutschland im Herbst 2003 das Label.
Wenig später brachte Eko bei BMG die Alben Ich bin jung und brauche das Geld und L.O.V.E. heraus, auf denen die Sängerin Valezka, welche von 2001 an ebenfalls mit Optik Records involviert gewesen war, vielfach vertreten war. Beide Alben konnten sich in den deutschen Albumcharts platzieren, wurden jedoch für ihren Pop-lastigen Sound von der deutschen Rap-Szene, insbesondere Ekos einstigem Förderer Savas, mitunter harsch kritisiert.
Ende 2004 veröffentlichte Eko Fresh den Song Die Abrechnung, in welchem dieser neben anderem auch Kool Savas disste. Eko unterstellte Kool Savas ein Platzhirsch-Verhalten innerhalb der Deutschrap-Szene und den mehrfachen Versuch, Künstler wie ihn selbst oder Jack Orsen, welcher gemeinsam mit Savas einst Teil der Rapgruppe M.O.R. gewesen war, systematisch unten gehalten zu haben. Darüber hinaus warf Eko Savas wie auch anderen ihm nahestehenden Künstlern Neid und Illoyalität vor. Unter anderem bezeichnete er Savas als zweiten Peter Sreckovic. Bei dessen Label Put Da Needle To Da Records war Savas bis 2001 beschäftigt gewesen, ehe er sich von Sreckovic im Streit getrennt und diesem in dem ein Jahr später erschienen Disstrack Track gegen Peter Betrug und zwielichtige Geschäftsmethoden unterstellt hatte.
Nachdem Die Abrechnung bereits Auseinandersetzungen zwischen Eko Fresh und den Aggro-Berlin-Künstlern Fler und B-Tight, in welche später auch deren ehemalige Label-Kollege Bushido involviert wurde, losgetreten hatte, reagierte Kool Savas am 7. Februar 2005 mit dem Antworttrack Das Urteil, welcher zunächst auf der Hip-Hop-Website MZEE.com zum Gratis-Download angeboten und dort innerhalb weniger Tage über 100.000 Mal heruntergeladen wurde.

## Inhalt
Im Gegensatz zu Die Abrechnung, welches neben Savas noch andere Rap-Künstler zum Thema hat, setzt sich Das Urteil durchgehend mit Kool Savas’ Verhältnis zu Eko Fresh auseinander. Im Laufe des Lieds wirft Savas seinem einstigen Zögling Geldgier und Übermut vor. Besonders beleuchtet wird die Beziehung zwischen Eko Fresh und Valezka, welche nach Savas Darstellung schon zu gemeinsamen Optik-Zeiten heimlich liiert und ihre Geschäftspartner Savas und Melbeatz hinsichtlich vorher getroffener Geschäftsvereinbarungen hintergangen hätten. Auch mögliche von dem amerikanischen Rapper Killa Cam übernommene Textplagiate und eine durch Ekos Verschulden zustande gekommene Belastung der Beziehung zwischen Savas und dem Berliner Rapper Bushido werden angedeutet.
Darüber hinaus kritisierte Savas Eko Fresh Nähe zur deutschen Popmusik-Industrie, insbesondere seine Zusammenarbeit mit Dieter Bohlen, mit welchem Eko im Zuge seines BMG-Engagements den deutschen Nummer-1-Hit Du hast mein Herz gebrochen für Yvonne Catterfeld geschrieben hatte. In diesem Zusammenhang verbalisierte er auch den spätestens seit der Veröffentlichung von L.O.V.E. in der Deutschrap-Szene im Raum stehenden Vorwurf, dass sein Rivale aus Vermarktungsgründen einen ständigen Imagewechsel zwischen Bravo-Rapper, Lover, Türkenrap oder Gangster vollziehe. Sowohl Ekos offenbar zu gemeinsamen musikalischen Zeiten geäußerter Wunsch nach Features von damals medial präsenten deutschen Popstars wie Jeanette Biedermann, der ehemaligen Deutschland-sucht-den-Superstar-Kandidatin Vanessa Struhler oder Trooper Da Don als auch seine jüngste Rückkehr zum Berliner Untergrund-Label Royal Bunker, wo Eko Fresh, Kritiker-Stimmen zufolge „zwecks Rückanbindung an die Szene“ 2004 das Album Dünya Dönüyor – Die Welt dreht sich veröffentlicht hatte, wurde in diesem Zusammenhang kritisch beleuchtet.
Wie im Hip Hop nicht unüblich, weist Das Urteil mehrere Bezugnahmen auf die zeitgenössische Popkultur und zum Zeitpunkt der Veröffentlichung aktuelle Ereignisse auf. So vergleicht Savas Eko etwa mit dem Protagonisten des Eminem-Songs Stan sowie der South-Park-Nebenfigur Mr. Hankey und seine Augenbrauen mit dem McDonald’s-Logo, sich selbst hingegen mit dem Hip-Hop-Mogul Puff Daddy sowie dem professionellen Skateboarder Tony Hawk und die Wirkungskraft seines Raps mit der von Robert Steinhäuser ausgelösten Panik. Auch Jennifer Lopez wird in Das Urteil erwähnt.
Das Intro des Titels wurde von US-Rapper 50 Cent gesprochen.

## Musikvideo
Zu dem Lied wurde auch ein Videoclip produziert, welches Kool Savas zeigte, wie er mit einem Eko-Fresh-Double im Kofferraum in einen Wald fuhr und diesen dort beerdigte. Das Musikvideo wurde von MTV-Zuschauern 20 Mal auf den ersten Platz der TRL-Charts gewählt. Damit konnte Kool Savas als erster deutscher Künstler überhaupt das TRL Golden Tape gewinnen.

## Kritik
Das Urteil wurde von Kritikern überwiegend positiv aufgenommen.
In ihrer Rezension des Mixtapes Die John Bello Story schrieb etwa die E-Zine laut.de über das Urteil:

„eine Fünfeinhalb-Minuten-Abrechnung über einem gewohnt ausgefeilten Melbeatz-Hintergrund, bei der Freunde der schmutzigen Wäsche wirklich voll auf ihre Kosten kommen“

## Einfluss

### Antworten anderer Künstler
Da in Das Urteil verschiedene deutsche Rapper gedisst werden, provozierte die Veröffentlichung diverse Antworttracks. So heißt es in einer Textzeile „Du bist ein Typ, der Lügen verbreitet wie Hannes Loh“, was die kurzfristige Reformierung von Anarchist Academy zur Folge hatte. Aus dieser resultierte der Antworttrack Die total verrückten Crazyboys schlagen zurück.
In einer weiteren Textzeile aus das Urteil heißt es „Du bist einer von ihnen: Nina MC, Reen, Cappuccino, Aleksey, Der Wolf, Eko und Fettes Brot sind alle tot.“ Cappuccino reagierte auf diese mit dem Titel In Berufung. Reen, der zu einem früheren Zeitpunkt seiner Karriere, damals noch als MC Rene, bereits einmal in einen Beef mit Kool Savas und Eko Fresh verwickelt gewesen war, brachte als Antwort 2005 die Single Die Enthüllung heraus. Ebenfalls im Jahr 2005 reagierten Fettes Brot mit dem Track „Die meisten meiner Feinde“, wobei dieser sich auch auf den weiteren Diss-Track „Ihr müsst noch üben“ beziehen kann.
Aus dem Umfeld von Eko Fresh folgte sogar eine ganze Reihe von Antworttracks, wie Die Bestrafung, Die Lastschrift und Savas Hunters aus dem Jahr 2005 und 50 & Savas (auch bekannt als „Savas du Knecht“) von 2007. Den Schlusspunkt setzte Eko schließlich 2010 mit Der Einspruch, für das er auch den Beat von Das Urteil verwendete.

### Nachwirkung
Der Konflikt zwischen Kool Savas und Eko Fresh brachte beiden eine erhöhte mediale Aufmerksamkeit ein und gilt bis heute als das vielleicht bedeutendste Rap-Battle Deutschlands. Das Urteil wird dabei von vielen Kritikern allgemein als der stärkste aus diesem Beef hervorgegangene und herausragender Disstrack der Deutschrap-Geschichte angesehen. Die gemeinsame Geschichte beider Künstler beschäftigte deutsche Hip-Hop-Medien auch Jahre später noch. 2009 wurde ein Twitter-Disput der beiden Künstler über die Sperrung des Musikvideos zu Das Urteil auf Youtube medial begleitet. 2010 erklärte Kool Savas Das Urteil künftig nicht mehr live spielen zu wollen. Eko Fresh reagierte bald darauf, indem er Die Abrechnung ebenfalls aus seinem Live-Repertoire strich. Später revidierte Savas seine Entscheidung jedoch auf Grund der verstärkten Fanforderungen nach dem Titel und der Tatsache, dass er emotional mittlerweile nichts mehr mit dem Song verbinden würde.
2012 ergriff Azad über Facebook Partei für Eko, indem er erklärte, dessen damals gegenüber Savas vorgebrachten Standpunkt nachvollziehen zu können.
Das Juice-Magazin erstellte im November 2011 anlässlich des bevorstehenden Releases von dessen Solo-Album Aura eine Liste der besten 15 Lieder von Kool Savas. Das Urteil landete dabei hinter King of Rap auf Platz 2.
2025 trat Savas zum ersten Mal auf der Bühne zusammen mit Eko Fresh auf, versöhnte sich mit ihm und performte den Song Optik Anthem.